# Campionati di pugilato dilettanti femminili dell'Unione europea 2008
I Campionati di pugilato dilettanti dell'Unione europea femminili 2008 si sono tenuti a Liverpool, Inghilterra, dal 4 all'8 agosto 2008. È stata la 3ª edizione della competizione annuale organizzata dall'EABA.

## Risultati
| Categoria                  | Oro                         | Argento                    | Bronzo                                            |
| -------------------------- | --------------------------- | -------------------------- | ------------------------------------------------- |
| Pesi paglia (kg 46)        | Steluta Duta Romania        | Natalie Lungo Svezia       | Serpil Yassikaya Turchia Carmela Chiacchio Italia |
| Pesi mosca leggeri (kg 48) | Sarah Ourahmoune Francia    | Lidia Ion Romania          | Jenny Hardings Svezia Gulseda Basibutun Turchia   |
| Pesi mosca (kg 50)         | Sumeyra Kaya-Yazici Turchia | Virginie Nave Francia      | Hannah Beharry Inghilterra Debbie Rogers Irlanda  |
| Pesi supermosca (kg 52)    | Saliha Ouchen Francia       | Sharon Holford Inghilterra | Elena Walendzik Germania Emek Yilmaz Turchia      |
| Pesi gallo (kg 54)         | Karolina Michalczuk Polonia | Giacoma Cordio Italia      | Lorna Weaver Francia Pinar Yilmaz Germania        |
| Pesi piuma (kg 57)         | Lucy Abel Inghilterra       | Karolina Graczyk Polonia   | Athina Melefaki Grecia Nagehan Gul Turchia        |
| Pesi leggeri (kg 60)       | Katie Taylor Irlanda        | Cindy Orain Francia        | Sandra Kruk Polonia Anastasia Cousins Inghilterra |
| Pesi superleggeri (kg 63)  | Gulsum Tatar Turchia        | Natasha Jonas Inghilterra  | Kinga Siwa Polonia Larisa Rosu Romania            |
| Pesi welter (kg 66)        | Farida el-Hadrati Francia   | Amanda Coulson Inghilterra | Gry Espersen Danimarca Lotte Lien Norvegia        |
| Pesi superwelter (kg 70)   | Lesley Sackey Inghilterra   | Gihade Lagmiri Francia     | Patrizia Pilo Italia Nikolina Orlovic Croazia     |
| Pesi medi (kg 75)          | Luminita Turcin Romania     | Lisa Perryman Inghilterra  |                                                   |
| Pesi mediomassimi (kg 80)  | Selma Yagci Turchia         | Fetti Paraschiva Romania   | Ulrike Brückner Germania Beata Lesnik Polonia     |
| Pesi massimi (kg 86)       | Semsi Yarali Turchia        | Sylwia Kusiak Polonia      | Adriana Hosu Romania Sarah Alderman Scozia        |

## Medagliere
| Posizione | Paese       | Oro | Argento | Bronzo | Totale |
| --------- | ----------- | --- | ------- | ------ | ------ |
| 1         | Turchia     | 4   | 0       | 4      | 8      |
| 2         | Francia     | 3   | 3       | 1      | 7      |
| 3         | Inghilterra | 2   | 4       | 2      | 8      |
| 4         | Romania     | 2   | 2       | 2      | 6      |
| 5         | Polonia     | 1   | 2       | 3      | 6      |
| 6         | Irlanda     | 1   | 0       | 1      | 2      |
| 7         | Italia      | 0   | 1       | 2      | 3      |
| 8         | Svezia      | 0   | 1       | 1      | 2      |
| 9         | Germania    | 0   | 0       | 3      | 3      |
| 10        | Croazia     | 0   | 0       | 1      | 1      |
| 10        | Danimarca   | 0   | 0       | 1      | 1      |
| 10        | Grecia      | 0   | 0       | 1      | 1      |
| 10        | Norvegia    | 0   | 0       | 1      | 1      |
| 10        | Scozia      | 0   | 0       | 1      | 1      |
|           | Totale      | 13  | 13      | 24     | 50     |